# Marta Arpini
Marta Arpini (* 1994 in Crema) ist eine italienische Jazzmusikerin (Gesang, Komposition).

## Leben und Wirken
Arpini erhielt seit ihrer Kindheit Musikunterricht; im Alter von zwölf Jahren begann sie mit einer Gesangsausbildung. Von 2014 bis 2017 studierte sie Jazzgesang am Civici Corsi di Jazz in Mailand, wo sie mit der Bestnote abschloss. 2019 absolvierte sie den Master in Jazzgesang am Conservatorium van Amsterdam.
Arpini arbeitete hat in verschiedenen Ensembles wie dem 3AlBot Jazz Quartet, Deaf Kaki Chumpy und mit dem Vibraphonisten Nazareno Caputo im Duo Arpini-Caputo. 2017 gründete sie ihr eigenes Quartett tiny:tales, mit dem sie begann, ihre eigenen Kompositionen aufzuführen. 2019 legte sie mit ihrem Quintett das Album Forest Light bei Challenge Records International mit eigenen Werken vor, das für den Edison Award in der Kategorie „Jazz Vocaal Nationaal“ nominiert wurde. Es folgte das Album I Am a Gem (2022), mit dem sie sich dem Popgenre näherte. Sie ist auch auf Alben von Miha Gantar, Alistair Payne, Fuensanta Méndez und Louis Cole/Jules Buckley zu hören.
2016 war Arpini eine der Finalistinnen beim Wettbewerb „Chicco Bettinardi“ für junge italienische Jazz-Talente, wo sie den Publikumspreis gewann.